# E-iniciativas
A iniciativa e-iniciativas, foi um programa que tem o intuito de equipar os estudantes e seus educadores com plataformas tecnológicas, nomeadamente portáteis e Internet de banda larga. Teve início em 2007 (ano lectivo 2007/2008).

## e-escola
e-escola, foi um programa no âmbito de avanço tecnológico em Portugal, que implicava a atribuição de computadores portáteis a alunos do 5.º ao 12.º ano inclusive.
Existem 3 escalões para este projecto. Pessoas do 1.º e 2.º escalão não pagam os 150 € iniciais, mas os do 3.º escalão têm de pagar.
Cada portátil custa 150 euros, e os alunos tinham que obrigatoriamente manter a Internet da rede onde adquiriram o portátil por 3 anos, sendo a mensalidade de 5 € por mês para o 1.º escalão, 15 € por mês para o 2.º escalão e 17,5 € ou 24,9 € (dependendo da velocidade da Internet) para o 3.º escalão.

## e-escolinha
e-escolinha, foi um projecto tecnológico destinado aos alunos do ensino básico (1.º, 2.º, 3.º e 4.º ano) tendo como principal iniciativa a distribuição de computadores portáteis a baixo custo. Custando 50 euros por computador. Apesar disso e tal como no e-escola, existiam 3 escalões sociais.
O portátil distribuído, é o Portátil Magalhães, algo semelhante ao Classmate PC já usado em cerca de 30 países, com montagem em Portugal. Os primeiros portáteis foram distribuídos a partir de Setembro de 2009, no início do ano lectivo 2008/2009, com a distribuição de 500 mil portáteis.

## e-professor
O e-professor era em tudo igual ao e-escola, mas destinado a todos os docentes que exerciam a sua actividade profissional na educação pré-escolar, no ensino básico ou secundário.

## e-oportunidades
O e-oportunidades era semelhante mas destinado a trabalhadores em formação e a inscritos na iniciativa Novas Oportunidades.

## Polémicas
O projecto e-escolinhas foi classificado pela oposição como eleitoralista, pois a distribuição dos computadores coincidiu com a campanha eleitoral das eleições legislativas.